# Helgicirrha danduensis
Helgicirrha danduensis är en nässeldjursart som först beskrevs av Bigelow 1904.  Helgicirrha danduensis ingår i släktet Helgicirrha och familjen Eirenidae.
Artens utbredningsområde är Indiska oceanen. Inga underarter finns listade i Catalogue of Life.